# Pierre Jean Agier
Pour les articles homonymes, voir Agier.
Pierre Jean Agier est un juriste et avocat français né le 28 décembre 1748 à Paris et mort le 22 septembre 1823 dans cette même ville. Il a joué un rôle important dans l'histoire du jansénisme au XIXe siècle.

## Biographie
Fils de Guy Agier, procureur au Parlement, il fait ses études au Collège d'Harcourt, y recevant un prix d'honneur et quatre premiers prix au Concours général. Il est reçu avocat au parlement le 7 août 1769. Sa faible voix l'empêchant de plaider, il se consacre surtout au conseil juridique et tient des conférences de formation pour ses collègues. Aux côtés de son père, il participe à la lutte contre la suppression des Parlements par le chancelier Maupeou. Âgé de quarante ans, il se lance dans l'étude de l'Hébreu, afin d'être en mesure de lire la Bible dans cette langue.

### Le magistrat
De septembre 1787 à mai 1789, Agier publie trois brochures anonymes, qu'il rassemble ensuite en un volume sous le titre Le jurisconsulte national, et dans lequel il plaide pour la restauration du pouvoir des parlements, contre les empiètements de la monarchie, et pour que les parlements aient le pouvoir d'autoriser l'impôt et les emprunts.
Le district des Mathurins de Paris l'élit député suppléant du tiers état aux États généraux de 1789 pour les Ville et faubourgs de Paris. Il est nommé rapporteur de la commission d'enquête sur les évènements des 13 et 14 juillet, ainsi que ceux des 5 et 6 septembre 1789. À la suite du rapport qu'il rend en décembre 1789, dans lequel il conclut que « les ordres du roi ne pouvaient servir d'excuse aux exécuteurs de commandemens tyranniques », il est élu juge du tribunal du second arrondissement de Paris. En 1790, Agier prend parti pour la Constitution civile du clergé et fait partie de l'entourage de l'abbé Grégoire. En 1791, il est désigné comme candidat à la place de gouverneur du Dauphin, sans être choisi. Il est ensuite membre de la Commune de Paris.
Quelque temps vice-président, puis président du Tribunal des dix, chargé des affaires criminelles, il refuse en août 1792 de prêter le serment de Liberté-Égalité, exigé des fonctionnaires publics. Pour cette raison, lorsqu'au début de 1793, le système des tribunaux est transformé, Agier se retrouve provisoirement sans emploi, et ce jusqu'à la Chute de Robespierre. Cette année-là, il publie ses Vues sur la réformation des lois civiles, dans lesquelles il propose une réforme sociale aux fondements égalitaires, inspirée de Mably.
Le 5 janvier 1795, Agier est nommé commissaire national près du tribunal du cinquième arrondissement de Paris. La même année, il succède à Mourricault à la présidence du tribunal révolutionnaire. À ce titre, il est chargé de juger son prédécesseur Fouquier-Tinville. Ce tribunal étant supprimé, il retrouve rapidement ses fonctions dans le cinquième arrondissement.
Lors du procès de Gracchus Babeuf et de la Conjuration des Égaux, il est tiré au sort comme juré par le tribunal de Vendôme. Il demande récusation parce qu'il fait partie de la liste des proscrits de la conjuration, mais cette pétition est refusée, et il doit siéger au procès, sans participer aux délibérations. Au même moment, Agier est nommé au conseil de contentieux de la dette des émigrés.
De 1795 à 1803, Agier participe à la rédaction des Annales de la religion et défend ouvertement la cause de Port-Royal et du jansénisme. Il est un des gestionnaires de la Boîte à Perrette, la caisse de financement janséniste, à partir de 1795.
Après le 18 Brumaire, les Consuls le nomment président du Tribunal criminel de Paris, ce qu'il refuse, pour accepter une place à la Cour d'appel. En 1800, il publie Du mariage dans ses rapports avec la Religion et les lois nouvelles de France, où il mêle question de jurisprudence, de morale chrétienne et de polémique janséniste.
Il formule, en 1801, des observations pour la rédaction du code civil et du code du commerce. En 1802, il devient vice-président de la cour d'appel. Il sera ensuite président de la Cour impériale de Paris en 1811. En 1813, il reçoit la croix de l'ordre de la Réunion, puis le 23 août 1814, celle de chevalier de la Légion d'honneur. En septembre 1815, il est confirmé dans ses fonctions par le gouvernement de la Restauration.

### L'apologiste du jansénisme
En même temps que certains ouvrages de jurisprudence, il composa plusieurs écrits relatifs à l'Écriture Sainte, publiés à un petit nombre d’exemplaires, et à peu près oubliés. Dans ces ouvrages, Agier soutient le Millénarisme, et l’ardent janséniste s’y manifeste presque à chaque page. Directement ou par des allusions malignes, il attaque le pape, les évêques et surtout les jésuites. La préface de ses Prophéties éparses contient contre eux une seule phrase, mais une phrase curieuse de deux pages et demie. À partir de 1809, il publie des Psaumes traduits de l'Hébreu vers le Français, puis le Latin. Puis à partir de 1818, il multiplie les publications aux accents millénaristes sur l'Apocalypse et les Prophètes de l'Ancien Testament.
À la fin de sa vie, il est un des rédacteurs de la Chronique religieuse, journal fondé par Henri Grégoire et Jean-Denis Lanjuinais, qui paraît de 1818 et 1821.
Il est inhumé au cimetière du Père-Lachaise,.

## Publications
- Le Jurisconsulte national, 1789, in-8°.
- Du Mariage . dans ses rapports avec la religion et avec les lois nouvelles de la France, [sans nom d'auteur] Paris, an IX (1801), 2 vol. in-8°. [L'épitre dédicatoire est dédiée à Gabriel-Nicolas Maultrot.]
- Vues sur le second avènement de Jésus-Christ ou Analyse de l'ouvrage de Lacunza, 1818, in-8°.
- Psaumes nouvellement traduits sur l'hébreu, et mis dans leur ordre naturel, 1809, 3 vol. in-8°, réédité en latin en 1818
- Prophéties concernant Jésus-Christ et l'Église éparses dans les Livres saints, avec des explications et des notes, [sans nom d'auteur] Paris, J.M. Eberhrart et Méquignon Jeune, 1819, 267 p. (lire en ligne).
- La France justifiée de complicité dans l'assassinat du duc de Berry, ou Réflexions sur le mandement de Mgr le cardinal archevêque de Paris relativement au service pour le repos de l'âme de ce prince, Paris, Baudouin, 1820, in-8° [Extrait de la Chronique religieuse].
- Les Prophètes, nouvellement traduits sur l'hébreu, avec des explications et des notes critiques. Isaïe, 1820, 3 vol. in-8° ; Jérémie, 1821, 2 vol. in-8° ; Ezéchiel, 1821, 2 vol. in-8° ; Daniel, 1822, 1 vol., in-8° ; Les petits prophètes, 1822, 2 vol. in-8°.
- Commentaire sur l'Apocalypse, à Paris, chez J-M Eberhart, 1823, 275 p, Prix 10 fr [Biblio de la Fr, 1823 (29 mars) p 186, n° 1333].

- La Justification de Fra-Paolo Sarpi (1811, in-8°) lui est parfois attribuée, mais elle serait plutôt d'Eustache Degola[3].

- «Vues sur la réformation des lois civiles, suivies d'un plan et d'une classification de ces lois», impr. Le Clère, Paris 1793 [Extrait du Patriote François, n°. 1353, du samedi 27 avril 1793].

## Distinctions
- Chevalier de l'ordre de la Réunion
- Chevalier de la Légion d'honneur (1814)

## Sources
- Augustin Gazier, Histoire générale du mouvement janséniste depuis ses origines jusqu'à nos jours, Tome 2, Paris, Honoré Champion, 1924.
- L'ami de la religion et du roi, tome 37, no 954, 1er octobre 1823, p. 232
- Gustave Fallot, notice Agier (Pierre Jean), Biographie universelle, t. 56, Paris, Michaud, 1834, p. 90-94 (lire en ligne)
- Jacques-Alphonse Mahul, Annuaire nécrologique, ou Supplément annuel et continuation de toutes les biographies ou dictionnaires historiques, 4e année, 1823, Paris : Ponthieu, 1824, p.1-13